# 白果乡 (越西县)
白果乡（羅馬化：bip go），是中华人民共和国四川省凉山彝族自治州越西县曾经下辖的一个乡。2021年1月12日，撤销白果乡和梅花乡，设立梅花镇。以原白果乡和原梅花乡所属行政区域为梅花镇的行政区域。

## 行政区划
白果乡撤销前下辖以下地区：
白果村、青桃村、曙加村、他拉村、过俄村和桥梁村。